# Celebrate (the Love)
Celebrate (the Love) is een nummer van de Duitse danceact Zhi-Vago uit 1996.
In het nummer is de melodie uit La Serenissima van Rondò Veneziano gesampled. "Celebrate (the Love)" werd een hit(je) in het Duitse taalgebied, Frankrijk, België en Nederland. In Duitsland, het thuisland van Zhi-Vago, bereikte het de 16e positie. In Nederland bereikte het nummer een 2e positie in de Tipparade en Dancesmash op Radio 538, terwijl het in de Vlaamse Ultratop 50 de 16e positie haalde.